# Phyllotopsis nidulans
Phyllotopsis nidulans là một loài nấm trong họ Tricholomataceae và là loài điển hình của chi Phyllotopsis.